# آلفين دانيلز
آلفين دانيلز (بالهولندية: Alvin Daniels)‏ هو لاعب كرة قدم هولندي، ولد في 10 فبراير 1994 في باراماريبو في سورينام. لعب مع نادي دوردريخت.

## وصلات خارجية
- آلفين دانيلز على موقع قاعدة بيانات كرة القدم.إي يو (الإنجليزية)
- آلفين دانيلز على موقع Soccerway.com (الإنجليزية)
- آلفين دانيلز على موقع عالم كرة القدم.نت (الإنجليزية)